# ウサルファ語
ウサルファ語（ウサルファご、Usarufa）またはウスルファ語（ウスルファご、Usurufa）とは、パプアニューギニアの内陸部に暮らすウスルファ族により話される言語である。Ahona（別名: Orona、Kagu）、Irafo（別名: Ilafo）、Moife、Ogura（別名: Agura）という4つの村において話されている。話者人口はSILが1996年に1, 300人としているが、1972年以前に行われカイナントゥ小区域（英: Kainantu subdistrict）のカマノ族（Kamano）も含めたウスルファ族の人口調査も1, 300人という結果を導き出している。Bee (1965b:39) によると、成人の話者は周辺で話されているフォレ語やカマノ語、Kanite語 (en) も話すことができる。

## 音韻論

### 音素
子音音素の種類はやや言語系統的に近いアワ語やフォレ語と類似する面がある。子音には以下のように、記号「ʼ」で表される前声門化音（英: preglottalized consonants）が含まれる。
|                      | 両唇音 | 歯茎音 | 軟口蓋音 | 声門音 |
| -------------------- | ------ | ------ | -------- | ------ |
| 閉鎖音               | ʼp     | ʼt t   | ʼk       | q      |
| 摩擦音とはじき音一種 | b      | r      | g        |        |
| 流音                 | w      | y      |          |        |
| 流音                 | ʼw     | ʼy     |          |        |
| 鼻音                 | m      | n      |          |        |
| 鼻音                 | mː     | nː     |          |        |
| 鼻音                 | ʼm     | ʼn     |          |        |

また、母音は以下の通りである。
|    | 前舌 | 中舌 | 後舌 |
| -- | ---- | ---- | ---- |
| 高 | i    |      | u    |
| 低 | e    | a    | o    |

### 音節
音節は母音のみか「子音+母音」の組み合わせが基本となり、明白に「子音+母音+子音」と認められる型は存在しない。

### 音調
Bee & Glasgow (1973) によると、音調の性質は3種類の声調（高、低、下降）と強勢との組み合わせによるものである。詳細は以下の通りである。
- /máámímːá/ 〈木の一種〉のように全ての音節が高声調である場合や/mayáímá/ 〈仕事〉のように低声調音節の次に高声調音節が連続する場合、強勢は最初の高声調音節に置かれる。
- /íráqóne/ 〈それは良い〉や/anêma/ 〈鳥の一種〉のように高声調や下降声調の音節の後に低声調がくる場合、強勢は最後の高声調または下降声調の音節に置かれる。
- /ʼkuʼkabuwo/ 〈こすれ！〉のように全ての音節が低声調である場合、強勢は最後の音節に置かれる。

### 形態音韻論
ウサルファ語には5種類の形態音韻的な規則が存在する。たとえば人称接辞の影響による変化に関するもの、音調の配置や揺らぎ（英: perturbation）に関するもの、後述する形態音韻的な分類（英: morphophonemic classification）によって引き起こされる変化に関するものなどである。

#### 形態音韻的分類
ウサルファ語の形態素は3種類の形態音韻的なクラスに分けられ、後続の別の形態素の先頭の音素（以下、「後続」とする）に影響を及ぼす。それぞれの詳細は主に以下の通りである。
1. 母音クラス（英: vowel class; 記号: V）
  1. 後続が子音pやkである場合、それぞれ[b]、[g]に変化させる。ただし、音素としては/p/、/k/のままである。
2. 鼻音クラス（英: nasal class; 記号: N）:
  1. 後続が子音/w/である場合、ʔkに変化させる[13]。
  2. 後続が鼻音音素である場合、その鼻音を延長させる。つまり/m/はmmに、/n/はnnに変化させる[13]。
  3. 後続が閉鎖音素である場合、前声門化させる。つまり/p/、/t/、/k/はそれぞれʔp、ʔt、ʔkに変化させる[13]。
  4. 後続が母音である場合は、その母音の前にnが挿入される[13]。
3. 声門音クラス（英: glottal class; 記号: Q）
  1. 後続が子音である場合、基本的にその子音を前声門化させる。つまり/p/、/t/、/k/、/n/、/y/、/w/はそれぞれʔp、ʔt、ʔk、ʔn、ʔy、ʔwに変化させる[13]。
    1. ただし、後続子音がmの場合はq（ʔ）に変化させる[13]。

  2. 後続が母音である場合にはその母音の前にrを挿入する[13]。

形態素がどの形態音韻クラスに属するかの決定は、その形態素に続いて語や記述的な語句（英: descriptive phrase）の内側に起こる形態音韻的現象が基準とされている。
また、後続要素の声調のパターンを表すための声調クラス（英: tone classes）という区別も存在し、名詞語幹には2通り、動詞語幹には3通りのものが存在する。Bee (1973) ではこれらの区別は数字を用いて表されているが、このうち名詞語幹のものについては「1」の後ろに存在する音節核が低声調、「2」の後ろに来る音節核が高声調となる。動詞語幹の場合も「1」と「2」は名詞語幹のものとほぼ同様の効果を持つが、「3」には声調パターンを維持させる傾向が見られる。
なお上記のような音韻変化のほかに、声門音クラスの動詞語幹とraが組み合わさるとraがtaに変質する、keV2とniが組み合わさるとniがtiに変質するなどの例外的な変化も存在する。

## 文法

### 形態論
ウサルファ語の形態素は語幹、接辞、不変化詞の3種類に大別されるが、全て拘束形態素と見做すことが可能である。語幹には名詞や代名詞、動詞を表すものなどが存在するがそれ単独では語とは見做されず、法の接尾辞が付加されて初めて文法的な語の単位として成立する。接辞が現れるためには少なくとも語幹の形態素1つが必須となり、不変化詞は語幹と接辞両方の機能を持つ。また、先述のように各形態素は音韻と密接に関わり合っている。

#### 名詞
否定の不変化詞íV1や主語を表す人称接尾辞を必要としない語幹は名詞語幹と見做すことができる。waaV2 〈男もしくは人間〉やyááN2 〈山刀〉のほか、átêV1 〈おいしい〉やikaaQ2 〈苦い〉、anóN1 〈大きい〉といった記述的な（英: descriptive）ものやêtabaV1 〈後ほど〉、aabáyaaN1 〈明日〉、íbêQ1 〈今〉といった時を表す（英: temporal）もの、móraV1 〈1つ〉やkaayaQ2 〈2つ〉のように数を表す（英: numeral）ものや個人名を表すものも名詞語幹に含まれる。また名詞語幹には語幹同士によるもの、人称接頭辞との組み合わせによるもの、派生的接辞添加（英: derivational affixation）によるものという、大きく分けて3種類の複合の仕方が見られる。

##### 人称接頭辞との組み合わせによる複合
親族や身体部位、あるいは身体に由来する物や事柄を意味する名詞語幹の大半は、後述するδの系列の接頭辞を伴って表される。
- 語幹の例: δaaV2 〈声〉、δaáQ1 〈耳、心〉、δúraN1 〈目〉、δ́úyánáN2 〈思考〉
  - 文例: maami-káyúkátí íyakoma akoqnáá umáguraitataboata yaákoma aamá itaíyábá yíbôgaitata yemá yúramma karoparááe. miráitana yúrakoma móra-yataaqa íkáonaitana yaákoma móra-yataaqtaba íkéitaitataboata yúyánámmá íkéitaae. yemá ketôpaqa íma ko yáútúmeta mamá íráqôniq umá tikaao téta íkéye. （『使徒行伝』、28:27）[22]

訳: この民族の心は鈍くなり、その耳は聞こえにくく、その目は閉ざされている。それは彼らが目で見ることも耳で聞くことも心により理解に至ることもなく、悔い改めて癒されることがないためである。

#### 代名詞
基本的な代名詞の語根は以下の通りで、これらを基礎としてより複雑な代名詞語幹が派生している。
|        | 単数 | 非単数 |
| ------ | ---- | ------ |
| 一人称 | keV2 | keV2   |
| 二人称 | eV2  | keV2   |
| 三人称 | weV2 | yeV2   |

これらに法の接尾辞をつけたものが単独で使用することが可能な代名詞となる（kemá 〈私〉、emá 〈君〉、wemá 〈彼〉、yemá 〈彼ら〉）。上に示されているようにビーは一人称形と二人称非単数形を同音異義の別個の語幹と分析しているが、その理由はそれぞれの語幹が構造に現れる際の違いと比較・歴史研究によって得られた手掛かりによるものであるとしている。なお Foley (1986:255) にもほぼ同じ内容の表が独立代名詞（英: independent pronoun）として掲載されているが、非単数は複数とされていて形態素クラスの表示が無いほか、一人称形と二人称複数形は同一のものである扱いとされている。

#### 動詞
名詞語幹とは対照的に否定の不変化詞íV1や主語を示す人称接尾辞を取る語幹は動詞語幹と見做すことが可能である。動詞の基本構造は「（否定）+（方向）+（時制・相）+ 動詞語幹 +（態）+ { 時制・相 + 人称 +（指示物または法）}」であり、否定を表す要素は動詞語幹に接頭辞として付加されていることが分かる。
たとえば、直説法・現在時制の構造は以下のようになる。
| naV2b 〈食べる〉 | 単数  | 複数     | 双数  |
| ---------------- | ----- | -------- | ----- |
| 一人称           | náune | náunatae | náuye |
| 二人称           | náane | nááé     | náaye |
| 三人称           | naiyé | nááé     | náaye |

#### 接辞
接辞には主に場所、時制・相や態、人称、法を表す機能を持つものが存在する。
語形変化においては接頭辞よりも接尾辞がつく傾向がある。位置や時間を表す要素paQやkaQも接尾辞として現れる。

##### 時制・相の接辞
時制や相を表す接辞は動詞語幹の前につくものと後ろにつくものの両方が存在する。時制と相とが一括りとされているが、前者よりも後者の方が主たる要素である。Bee (1973:252–253) で与えられているものは以下の8種類である。
時制:
- アオリスト（英: aorist）: ra
- 近過去時制（英: recent past）: ta
- 遠過去時制（英: remote past）: ra + ro > rero

相:
- 習慣相（英: customary）: wao
- 反復相（英: frequentive）: qo
- 完了相（英: perfect）: ma

時制と相のいずれにも該当する非過去（英: non-past）:
- 現在継続（英: present continuous）: kéV
- 未来（英: future）: no

この種の接辞の使用例を以下に挙げる。
- 例1: agatáiye

形態素: agayaQ2Ra-ra-iV-e
グロス: 料理する-PST-3.SBJ(α)-IND
訳: 「彼が調理した」
- 例2: aga-tá-ita-ˀ na-rá-un-e

形態素: agayaQ2Ra-ra-ita-øQ naV2b-ra-uN-e
グロス: 料理する-AOR-3.SBJ(α)-1.SBJ(β) 食べる-AOR-1.SBJ(α)-IND
訳: 「彼が料理して、私が食べた」
- 例3: aga-tá-ita-ˀ ké-na-un-e

形態素: agayaQ2Ra-ra-ita-øQ kéV-naV2-uN-e
グロス: 料理する-AOR-3.SBJ(α)-1.SBJ(β) PRC-食べる-1.SBJ(α)-IND
訳: 「彼が料理して、私が食べている」

##### 態の接辞
態の接辞には以下のようなものが存在する。
- 状態を表すstative: koV
  - 例1: puyo-koV

グロス: 死ぬ-STAT
訳: 「死んでいる」
  - 例2: no-koV

グロス: 水-STAT
訳: 「水である」または「水らしい」
- 実行、遂行される行為の主体を表すcompletive: tuwaNR
- 他者への利益や肩代わりを表すbenefactive: δ接頭辞-kaV

##### 人称接辞
人称を表すマーカーの体系は極めて複雑である。区別の対象となり得る要素は一人称、二人称、三人称の3つの人称と単数、双数、複数の3種類の数であるが、これがそのまま9通りの形に分かれる訳ではない。ビーは体系をまず動詞の主語を表す接尾辞α、β、γと接頭辞δの4種類に大別し、更にαを7種類、βを3種類に細分化しているが、12通り全てにおいて9つのマスのうちの一部に人称や数の区別の重複が見られる。その上3種類のαを除き、残り9種類の人称および数を区別するパターンは全て互いに異なっている。たとえばあるパターンでは二人称複数形と三人称複数形が共通しているが、別のパターンでは両者の形が異なるうえ代わりに三人称複数形の方が三人称双数形と同じ形をとるという具合である。α、β、γの各系列の間には共起し得る法や時制・相の接辞の種類の違いが見られる。

###### α
αの系列（英: alpha series）は独立の系列（英: independent series）とも銘打たれており、最も広く用いられている。共起し得る接辞の種類が広く、全ての時制を表す形態素や直説法、疑問法、assertative、abilitative、conjunctive、causal、禁止法といった法の接辞が共起する。以下は中核となるα1の表である。
|        | 単数 | 複数   | 双数 |
| ------ | ---- | ------ | ---- |
| 一人称 | úN   | únataV | úyV  |
| 二人称 | øN   | yV     | øV   |
| 三人称 | iV   | yV     | øV   |

なお、Foley (1986) にはこれと類似した表が他の周辺言語や祖語の再構形との比較でactor suffixesとして掲載されているが、その分析によればウサルファ語の一人称単数形-unは本来は一人称複数形であり、現在の一人称複数形-unataは本来の一人称複数形に独立形*taが加わったものである。

###### β
βの系列（英: beta series）は仮定や条件などを表す際に見られ、その中核となるβ1のパラダイムは以下の通りである。
|        | 単数 | 複数 | 双数 |
| ------ | ---- | ---- | ---- |
| 一人称 | øQ   | taaV | kaV  |
| 二人称 | øV   | øQ   | kaV  |
| 三人称 | naV  | taV  | taV  |

β系列の接辞は時制・相の接辞のうち現在継続、アオリスト、未来を表すものと、法の接辞のうち直説法、疑問法、abilitative designatory、abilitative interrogative、abilitative assertativeを表すものと共起する。

###### γ
γの系列（英: gamma series）は命令の系列（英: imperative series）とも言い、その体系は以下の通りである。
|        | 単数 | 複数 | 双数 |
| ------ | ---- | ---- | ---- |
| 一人称 | øN   | øN   | iV   |
| 二人称 | øV   | øQ   | kaV  |
| 三人称 | iN   | øQ   | taiV |

このγの系列と共起し得る法の接辞は命令法のもののみと非常に限定されており、専ら「動詞核 + γ + o2」という構造が知られている。

###### δ
δの系列（英: delta series）は接頭辞であり、名詞につくものは所有者を表し、動詞語幹につくものは動作の目的語を表す。先述の通り名詞のうち親族名称や、身体の部位や状態およびその関連物を表すものにはいくつかの例外を除いて必ずこの接頭辞がつく。また受益者を表す態の接辞δkaVの一部としても用いられるが、その関係性は動詞幹につく場合のものと同様である。δ系列の人称区分は以下の通りである。
|        | 単数 | 非単数 |
| ------ | ---- | ------ |
| 一人称 | ti2  | ti2    |
| 二人称 | a    | ti2    |
| 三人称 | a    | yi     |

なお、Foley (1986:254) には非単数の二人称と三人称が記載されていない点を除けば極めて類似した表が他の周辺言語などとの比較として載せられており、undergoer prefixesと銘打たれている。

##### 法の接辞
先述の通り法の接尾辞には語幹を語として成立させる機能があり、統語マーカー（英: syntactic markers）であると考えることが可能である。
法の接尾辞には以下の8種類が存在する。
- 特定の名詞や行為の主体が注目に値することを示唆するdesignatory
- 直説法（indicative）
- 行為や出来事の確かさを表すassertative
- 疑問法（interrogative）
- 命令法（imperative）: o2
- 行為や名詞類が他の行為や状況などの原因であることを示唆するcausal: poa + 人称接尾辞β1
- nominal (en) : ma
- 禁止法（prohibitive）: bo

このうちdesignatory、直説法、assertative、疑問法は更に、
- 他の行為との関連性なしに言及される行為や主語の事実を明示するdeclarative
- 主体が動作を行うことが可能であるかの能力や適性を示唆するabilitative
- 特定の行為が複数の行為の一部であることを示すconjunctive
- 存在や状態を表すsubstantive

という4つの区分に分けられる。上記のうち、疑問法の例を以下に挙げる。
- 例1: náakararabiyo 「どこなのか」[26]

形態素: naakaraQ1-abiyo
グロス: どこ-INTER
訳: 「どこなのか」
- 例2: naa-mmá anó-nabiyo[48][49]

形態素: naaN2-ma anóN1-abiyo
グロス: 家-NML 大きい-INTER
訳: 「家は大きいのか」
一方、法の接頭辞と見做し得るものとしては否定を表すiVや限定を表すpaaVが存在する。

### 統語論

#### 語順
ウサルファ語の語順は日本語のものと部分的に一致が見られることから、後述のように両言語の系統関係を唱える学者も現れた。

##### 句
被所有物の前に所有者を表す表現が来る。
- 例1: ketí iyámmá

形態素: keV2-ni iyaN2-ma
グロス: 1SG-SG.POSS  犬-NML
訳: 「私の犬」
- 例2: waagóní yópáqá

形態素: waaV2-koV-ni yóN2-paQ-ma
グロス: 人（もしくは男）-STAT-SG.POSS 庭-LOC-NML
訳: 「その人（もしくはその男）の庭」
また形容詞や形容句に該当する要素は名詞の前に来る。
- 例1: nokáán-aawaqa

形態素: nokááN1-aáwa-ma
グロス: 夜-食べ物-NML
訳: 「夜用の食料」
- 例2: karogaro ná-mmá anó-ne[48][53]

形態素: karogaroN2 naaN2-ma anóN1-e
グロス: 赤い 家-NML 大きい-IND
訳: 「赤い家は大きい」

##### 文
文の語順は基本的に述語が最後となり、通常「（話題）+（時間）+（手段）+（場所）+（主語）+（付帯）+（目的語または補語）+（referent-reason）+ 述語」の中から最大で3つの要素を選択する形となるが、これは「（主語）+（目的語または補語）+述語」と「（話題）+（時間）+（場所）+（付帯）+（referent-reason）」の2つに分けて考えることが可能である。このうちの前者の部分からはウサルファ語がSOV型に分類されると結論づけることが可能である。

## 研究史
人類学者であるロナルド・バーントとキャサリン・バーントの夫妻は1951年から翌52年の間の6ヶ月間Orona村に滞在し、このうちキャサリンはカマノ語やフォレ語と共にウサルファ語に関する研究を行った。しかし、ウサルファ語研究を更に進めたのはSILの言語学者ダーリーン・ビー（Darlene Bee）である。彼女はまず1962年に同じくSILのキャスリーン・バーカー・グラスゴー（Kathleen Barker Glasgow）と共同で音韻論についての記述を、そして1965年にはインディアナ大学博士論文として文法についての記述をまとめた。この文法書は1958年9月から1962年5月までの期間に収集されたデータに基づいており、後の改訂にあたって1965年から1968年のデータも追加された。

### 分類
またビーは当時東ニューギニア高地諸語（英: Eastern Highlands）として括られていたウサルファ語と他の6言語（タイロラ語、ビヌマリエン語、ガドスプ語、アガラビ語、アウヤナ語、アワ語）の間に音韻対応の法則が見られるとして60語の祖語形の再構を試みた。しかしその結果について崎山理は、たとえばウサルファ語aararamma/aaqaなどから「再構」された*ɔ-Q-ra-NのうちQやNで表された形態素クラスの機能が不明瞭で、語構成法の説明のされ方が語によってまちまちである点や、母音の対応や変化が全く考慮されていない点を挙げ、むしろ東ニューギニア高地諸語の音韻変化の法則性に疑念を抱かせるものであったとしている。
Howard McKaughanやスティーヴン・A・ワームらがウサルファ語をアウヤナ語の方言と分類したことに対してビーは反論を行い、ウサルファ語はアウヤナ語に近い別言語とすることが望ましいとした。Ethnologue第18版やGlottolog 2.7におけるウサルファ語の分類はトランス・ニューギニア語族のカイナントゥ・ゴロカ諸語、カイナントゥ諸語となっており、アウヤナ語が依然最も系統的に近い言語の一つとされている。

### 日本語との同系説
それまでアルタイ諸語を通して日本語の起源の探究を行ってきた江実（ごうみのる）は、やがてアーサー・カペルの論文に触発されてパプアニューギニアの言語に着目するに至り、大野晋と共同研究も行った。江は大野の著作を介する形で、当時パプア諸語と括られていた諸言語の中でも特にウサルファ語について日本語と構造的に共通する点を以下のように挙げている。
- 音韻構造:

1. 語は必ず母音で終わる。
2. 語頭が二重子音や三重子音となることはない。
3. 語頭に/r/や/ŋ/が立つことはない。
- 統辞構造:

4. 語順がSOVである。
5. 後置詞を用いる。
6. 形容詞が名詞の前に来る。
7. 命令、疑問、否定の役割を果たす要素が後方に置かれる。
江は後の論文においても日本語とウサルファ語との共通点についてこれとほぼ同様のことを羅列している。
一方、言語の系統関係の裏付けを行う上で必要不可欠な要素の一つである語彙の対応については、江と大野の両者とも日本語とパプア諸語との関連性が見出せない点を課題としていた。大野は自身の著作において、語彙の対応関係が明確には見出だされなかったことを窺わせる以下のような説明を行っている。
こうした大野の説明について文化人類学者である紙村徹は2015年の論文において、大野がビッグマンを王と誤ったのみならず、権力者の死をめぐるタブーについても夜に死者の名を口にしてはならないという禁忌や、死者が名前を利用して息子たちに不幸を与えることを回避する目的から息子たちが親族によって授けられた名やクリスチャンネームを元の名の代わりに用いる慣習との混同の可能性を指摘し、大野の「危うい仮説」に対する否定的な見方を示している。
1980年の論文において江は1978年に取り上げたウサルファ語との比較を再掲しつつも、むしろ「パプア湾沿岸の諸言語」の語彙に紙面を割き、これらと上代日本語の基礎語彙との間に相当の関連性が見られると結論付けている。江は更に同論文において、日本語の祖先にあたる言語がインドなどのアジアを起点としており、南下したものはパプアニューギニア、北上したものは日本に至ってそれぞれの地域に留まったとする仮説を提示した。共同研究者である大野の関心もやがてインドのドラヴィダ諸語へと移り、1987年以降パプア諸語と日本語との系統関係について大々的に取り上げることはほとんど行っていない。

## 関連文献
- Bee, Darlene (1965c). "Comparative and historical problems in East New Guinea highland languages." Pacific Linguistics A6: 1–37.
- Berndt, Catherine H. (1954). "Translation Problems in Three New Guinea Highland Languages." In Oceania, vol. 24, no. 4, pp. 289–317.
- McKaughan, Howard (1964). "A Study of Divergence in Four New Guinea Languages." In American Anthropologist, 66, pp. 98–120.
- Wurm, Stephen A. & Donald C. Laycock (1961–1962). The Question of Language and Dialect in New Guinea. Oceania 32, pp. 128–143.